# Academia Diplomática Augusto Ramírez Ocampo

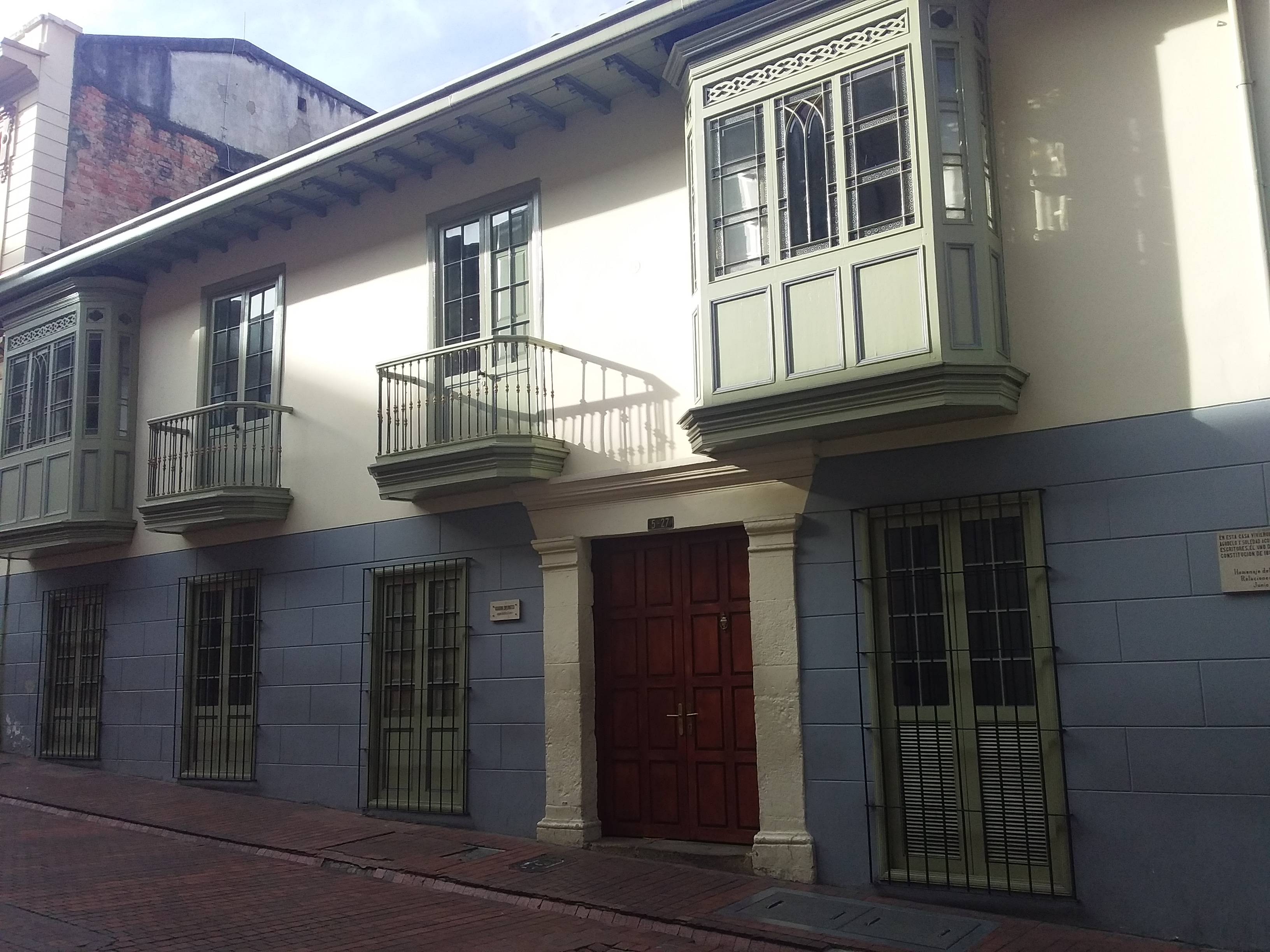
Fachada de la sede de la Academia Diplomática, en el centro de Bogotá.

La Academia Diplomática Augusto Ramírez Ocampo es una dependencia del Ministerio de Relaciones Exteriores de Colombia con sede en Bogotá, encargada de la formación y capacitación de los funcionarios pertenecientes a la carrera diplomática, y de quienes aspiran a ingresar a dicha carrera.

## Orígenes y evolución
La Academia Diplomática Augusto Ramírez Ocampo es la sucesora de la Academia Diplomática de San Carlos, que a su vez era sucesora del Instituto Colombiano de Estudios Internacionales, desaparecido en 1990 luego de su fusión con el Instituto de Altos Estudios para el Desarrollo, tras lo cual se creó la Academia en su forma y estructura actuales. Los orígenes de la carrera diplomática y consular en Colombia se remontan al año 1911, y coinciden con la preocupación del gobierno nacional de entonces de asegurar un régimen académico para el ingreso, permanencia y promoción de servidores públicos dentro de un sistema de escalafón, que garantizase la especialización y el mejoramiento continuo del personal del servicio exterior.
Durante la época en que funcionó bajo el nombre de Instituto Colombiano de Estudios Internacionales, contó con una nómina destacada de intelectuales entre sus directivos, entre quienes destacó Eduardo Guzmán Esponda, quien se desempeñó como decano entre 1969 y 1972, cuando se retiró para asumir la dirección de la Academia Colombiana de la Lengua Española. Desde 1990, todos los directores de la Academia Diplomática son seleccionados entre los Embajadores de carrera en servicio activo, con excepción del período 2010-2014, en el que la administración designó a María Teresa Aya, de la Universidad Externado, para aportar nuevos enfoques al funcionamiento de la Academia. 
Con la entrada en vigor de la Ley 33 del 16 de marzo de 1990, el gobierno del presidente Virgilio Barco crea la Academia Diplomática y se adopta oficialmente para ella el nombre de San Carlos, por la construcción colonial del mismo nombre que alberga al Ministerio de Relaciones Exteriores de Colombia desde 1979. Desde entonces, la Academia es una dependencia adscrita directamente al despacho del ministro de Relaciones Exteriores.
Con motivo del aniversario de la muerte de Augusto Ramírez Ocampo, ocurrida el 14 de junio de 2011, y en homenaje a su contribución al Ministerio de Relaciones Exteriores y a la política exterior de Colombia, el Gobierno Nacional y el Congreso de la República de Colombia, mediante la Ley 1269 del 27 de mayo de 2013, otorgaron a la Academia el nombre de Academia Diplomática Augusto Ramírez Ocampo.

## Funciones
Actualmente, de acuerdo con lo establecido en el Decreto 869 del 25 de mayo de 2016, la Academia Diplomática continúa adscrita al Despacho del ministro y tiene las siguientes funciones:
- Adelantar el proceso de selección de aspirantes para el ingreso a la Academia Diplomática.
- Realizar los concursos de ingreso a la carrera diplomática y Consular.
- Programar y ejecutar los cursos de capacitación y examen de idoneidad profesional para ascenso dentro de la carrera.
- Preparar y actualizar periódicamente los cursos de formación, capacitación, actualización y demás programas de estudio de la Academia.
- Presentar los informes sobre el rendimiento académico de los alumnos de la Academia, así como la información sobre el rendimiento académico de los cursos de capacitación y de actualización para el ascenso y para permanencia.
- Realizar estudios e investigaciones, de manera directa o por conducto de instituciones de educación superior, públicas o privadas, que apoyen al ministro en la formulación de la política exterior y migratoria.
- Promover y ejecutar programas de intercambio y cooperación académica con instituciones similares o con instituciones de educación superior del país y del exterior, en temas relacionados con el Ministerio de Relaciones Exteriores.
- Brindar apoyo académico y técnico a la Dirección de Talento Humano en los programas de capacitación, formación, inducción y reinducción de los funcionarios del Ministerio.
- Definir y llevar a cabo los procesos internos para la selección de los funcionarios del Ministerio que aspiren al otorgamiento de becas de estudio en el país o fuera de él.
- Emitir concepto sobre la procedencia y fines de las comisiones de estudio que soliciten los funcionarios del Ministerio.
- Contribuir al continuo desarrollo profesional de los funcionarios del Ministerio de manera que puedan atender y servir eficazmente a los requerimientos y objetivos de la política exterior y fortalecer su capacidad negociadora.
- Coordinar la preparación y elaboración de publicaciones sobre temas de interés en materia de política exterior y promover su divulgación.
- Dirigir, organizar, custodiar y prestar los servicios de biblioteca, centro de documentación y hemeroteca para el Ministerio y el público en general.[2]

## La casa colonial

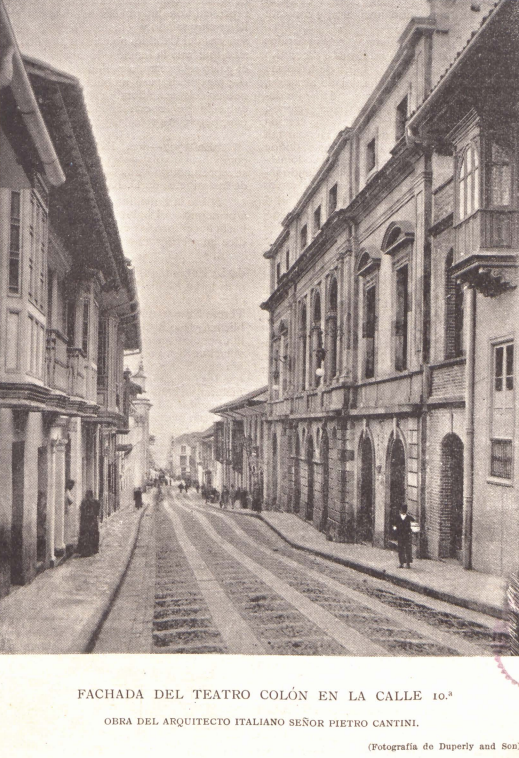
Bogotá, Calle del Coliseo (1899). Se observa a la izquierda la casa donde funciona desde 1998 la Academia Diplomática y, al frente, el Teatro Colón.

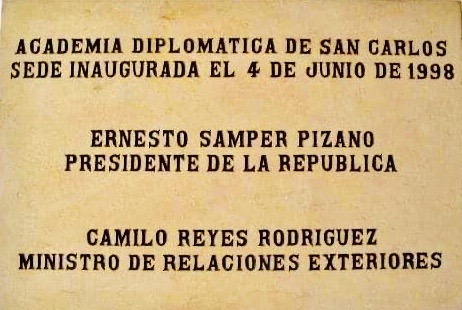
Placa conmemorativa en la sede de la Academia Diplomática.

La sede de la Academia Diplomática Augusto Ramírez Ocampo está ubicada en una casa colonial contigua al Palacio de San Carlos, construida a finales del siglo XVIII. Su construcción fue comisionada en 1790 por don Enrique Umaña, abogado y funcionario del Virreinato de la Nueva Granada. La espaciosa casona fue adquirida en 1828 por el General José María Córdova, tras su matrimonio con Fanny Henderson, hija del cónsul de Inglaterra, y fue adquirida hacia finales del siglo XIX por el periodista, literato y hombre público José María Samper, y por su esposa Soledad Acosta de Samper. 
Hacia 1915, habitaba en ella el arzobispo de Bogotá, Bernardo Herrera Restrepo. Finalmente, en 1956, fue adquirida por el gobierno nacional, que la utilizó de manera transitoria como sede alterna para la Biblioteca del Congreso hasta que, en 1992, fue entregada en comodato al Ministerio de Relaciones Exteriores para su restauración y rehabilitación como sede de la nueva Academia Diplomática.
La estructura del inmueble refleja todos los elementos propios de una vivienda de la época colonial española, con una sucesión de patios centrales rodeados de corredores y espacios contiguos, y una pila de agua en el centro. Tras la restauración, los salones del primer piso se adecuaron y rehabilitaron como aulas de clase para los alumnos de la Academia. Los espacios del segundo piso, por su parte, se acondicionaron para albergar las dependencias administrativas y el despacho del director, así como las áreas de servicio. La restauración se llevó a cabo dentro del mayor respeto posible a la construcción original, protegiendo y destacando, por ejemplo, las valiosas muestras de pintura mural que salieron a la superficie durante el proceso.
El 4 de junio de 1998, en ceremonia encabezada por el presidente Ernesto Samper Pizano, tuvo lugar la inauguración de la sede de la Academia con discursos del jefe de Estado y del ministro de Relaciones Exteriores, el embajador Camilo Reyes, el primer embajador de carrera en ser designado como Canciller de la República en Colombia.

## Cooperación
La Academia Diplomática Augusto Ramírez Ocampo ha suscrito convenios de cooperación académica con numerosas universidades colombianas, entre ellas, la Universidad Nacional de Colombia, la Universidad Externado de Colombia, la Universidad de los Andes, la Universidad del Norte, la Universidad del Rosario, la Universidad Jorge Tadeo Lozano y la Pontificia Universidad Javeriana. En el plano internacional, ha suscrito convenios de cooperación académica con las siguientes instituciones:
- Academia Diplomática del Perú
- Instituto del Servicio Exterior de la Nación (Argentina)
- Instituto del Servicio Exterior "Manuel María de Peralta" (Costa Rica)
- Instituto de Altos Estudios Diplomáticos "Pedro Gual" (Venezuela)
- Academia Diplomática "Antonio J. Quevedo" (Ecuador)
- Academia Diplomática "Andrés Bello" (Chile)
- Academia Diplomática del Ministerio de Relaciones Exteriores (Federación Rusa)
- Instituto "Matías Romero" de Estudios Diplomáticos (México)
- Instituto Superior de Relaciones Internacionales "Raúl Roa García" (Cuba)
- Instituto Artigas del Servicio Exterior (Uruguay)